# Jules Simon
Jules Simon (ur. 31 grudnia 1814 w Lorient, zm. 8 czerwca 1896 w Paryżu) – francuski polityk, filozof i teoretyk Francuskiej Partii Radykalnej, premier Francji (1876–1877).

## Życiorys
W 1848 został członkiem Zgromadzenia Narodowego jako liberał, filozoficznie wierny idei wolności słowa, pracy i myśli. W grudniu 1851 sprzeciwił się zamachowi stanu Napoleona III i został usunięty ze stanowiska akademickiego na Sorbonie, później poświęcił się studiom historycznym i filozoficznym. Po zadeklarowaniu lojalności wobec państwa, w 1863 został wybrany do Zgromadzenia Ustawodawczego, w 1868 opublikował La Politique radicale, który później, wraz z manifestem Gambetty z 1869, stał się podstawą programową Partii Radykalnej. W 1869 uzyskał reelekcję, później został członkiem Rządu Obrony Narodowej utworzonej w Paryżu po klęsce Napoleona III w bitwie pod Sedanem, 18 lutego 1871 Adolphe Thiers mianował go ministrem oświaty, religii i sztuk pięknych; utracił stanowisko 18 maja 1873 wraz z Thiersem. Od 1875 r. był członkiem Akademii Francuskiej (fotel 8). Po wyborach z 1876 wygranych zdecydowanie przez republikanów, prezydent Patrice de Mac Mahon 12 grudnia 1876 desygnował go na premiera. Mimo że był stosunkowo umiarkowany, ministerstwo wkrótce popadło w ostry konflikt z ruchem klerykalnym i 17 maja 1877 prezydent napisał do Simona list z prośbą o dymisję.
Kawaler Legii Honorowej.